# Lom nad Rimavicou
Lom nad Rimavicou est un village de Slovaquie situé dans la région de Banská Bystrica.

## Histoire
Première mention écrite du village en 1799.

## Démographie

### Évolution de la population
| Année:               | 1994. | 2004.    | 2014.    | 2024.    |
| -------------------- | ----- | -------- | -------- | -------- |
| Nombre de personnes: | 360   | 309      | 274      | 217      |
| Différence:          |       | -14,16 % | -11,32 % | -20,80 % |

| Année:               | 2023. | 2024.   |
| -------------------- | ----- | ------- |
| Nombre de personnes: | 218   | 217     |
| Différence:          |       | -0,45 % |